# Skolpen Bank
Le Skolpen Bank (en français : banc de Skolpen, en russe : Мурманское поднятие) est un banc de sable abyssal de la mer de Barents, au large de la péninsule de Kola.
Il s'agit d'une zone de grande pêche à la morue,.